# Juan de Mena (Paraguai)
Juan de Mena é uma cidade do Paraguai, Departamento Cordillera.

## Transporte
O município de Juan de Mena é servido pelas seguintes rodovias:
- Ruta 03, que liga a cidade de Assunção ao município de Bella Vista Norte (Departamento de Amambay).[1][2][3]